# 若松河田站

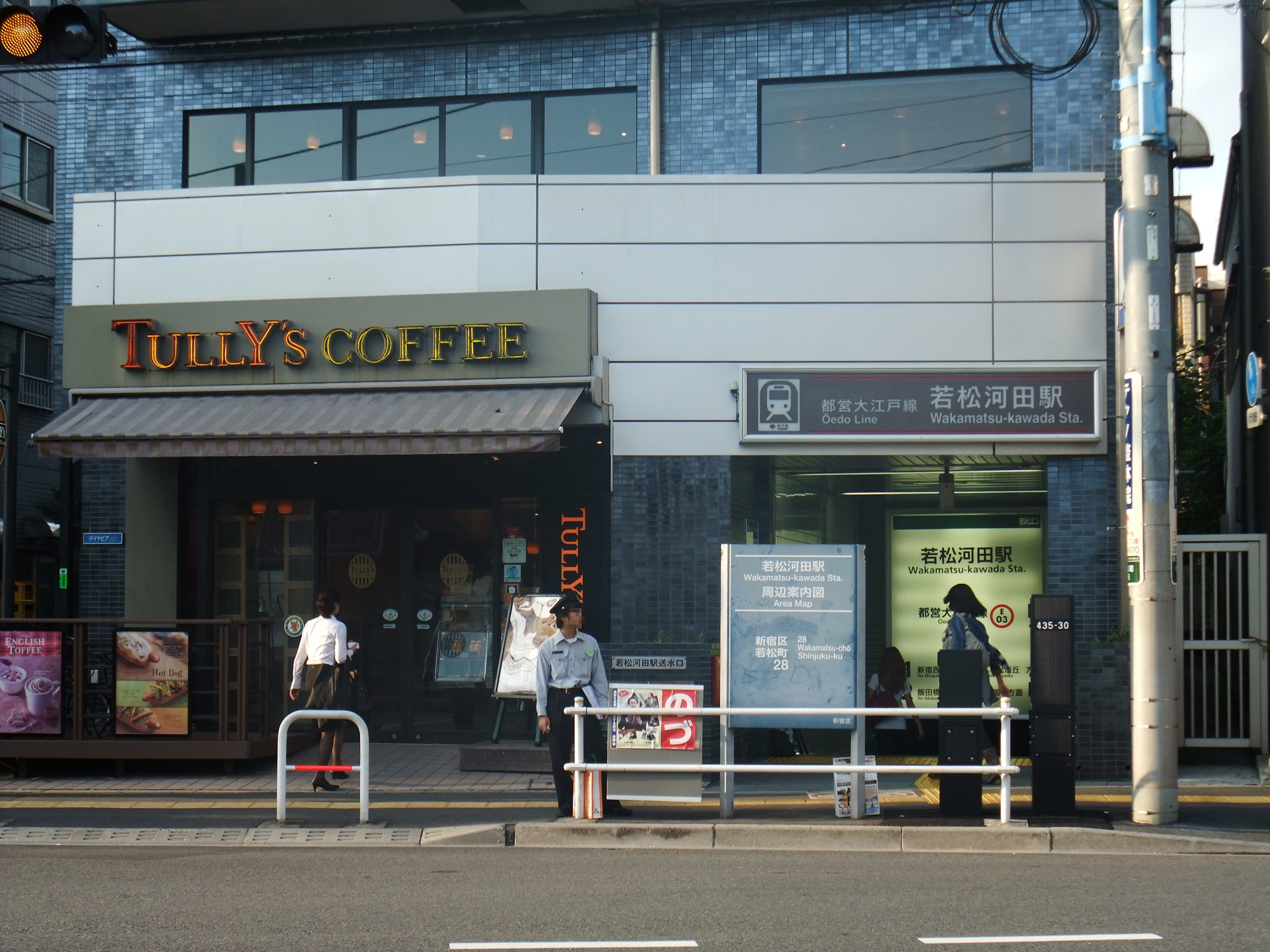
若松口（2012年10月20日）

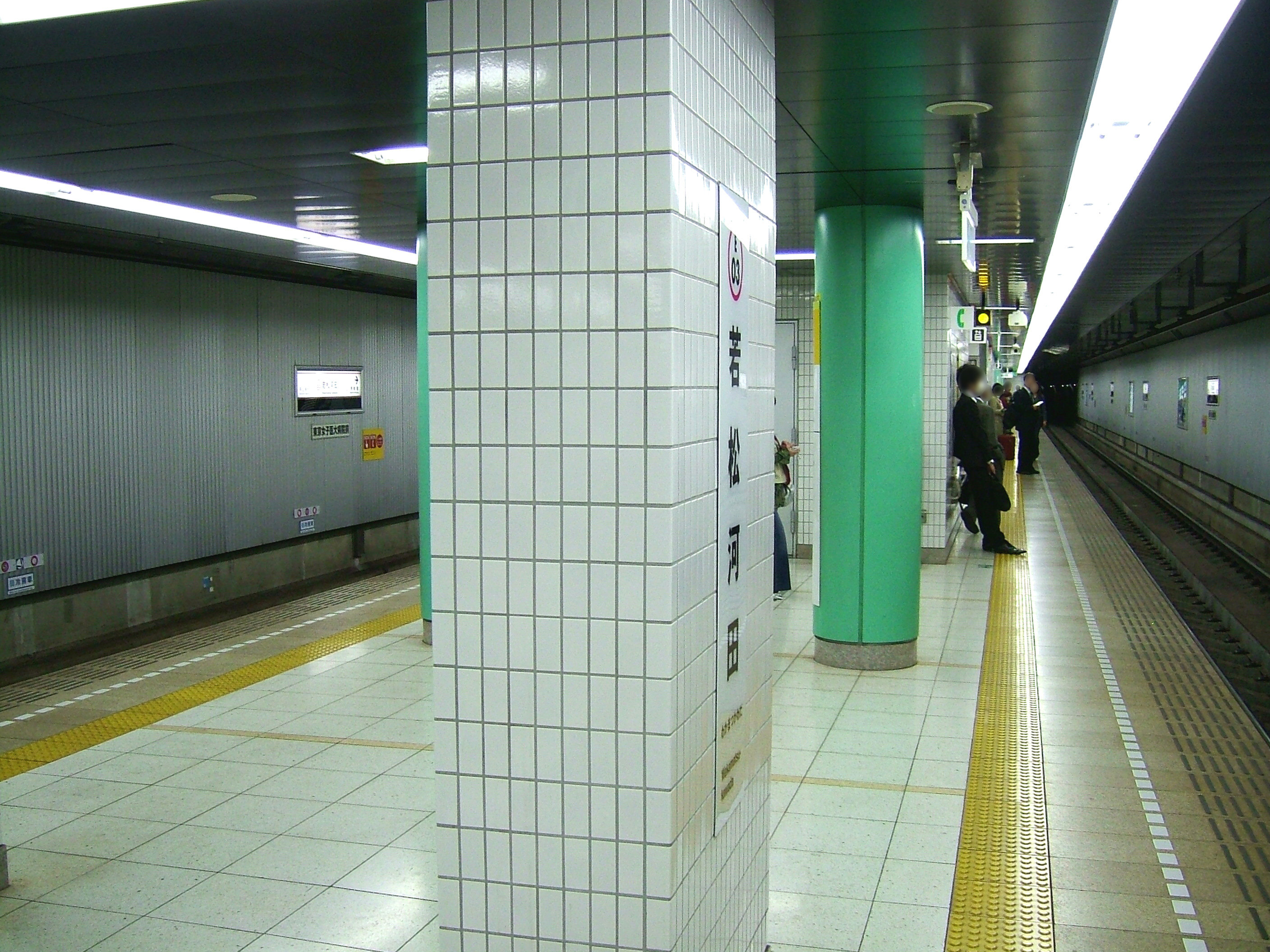
月台（2008年3月25日）

若松河田站（日语：／ Wakamatsu-kawada eki */?）是位於日本東京都新宿區河田町，屬於東京都交通局（都營地下鐵）大江戶線的鐵路車站。車站編號是E 03。

## 歷史
- 2000年（平成12年）12月12日：開業。

### 站名由來
本站計畫時原以鄰近的若松町命名為「若松站」，但本站所在的河田町在富士電視台搬到港區台場後，人流受到影響。因此東京都政府曾考慮改以「河田站」為站名。但考慮到預定站名與實際站名差異極大時會令乘客混淆，因此採用折衷辦法，將兩個行政區的名稱合併作為本站的名稱。

## 車站構造
本站是一地下車站，月台採島式月台1面2線設計。河田口有電梯通往剪票口。

### 月台配置
| 月台 | 路線     | 目的地                                   |
| ---- | -------- | ---------------------------------------- |
| 1    | 大江戶線 | 新宿西口、都廳前、（都廳前轉乘）光丘方向 |
| 2    | 大江戶線 | 飯田橋、上野御徒町、兩國方向             |

（來源：都營地下鐵:車站構內圖 （页面存档备份，存于））

## 利用狀況
2017年度1日平均上下車人次為31,796人（上車人次15,798人、下車人次15,998人）。
開業以來1日平均上下車、上車人次變化如下表。
| 年度               | 1日平均 上下車人次 | 1日平均 上車人次 | 來源     |
| ------------------ | ------------------ | ---------------- | -------- |
| 2000年（平成12年） |                    | 7,527            | [ * 1 ]  |
| 2001年（平成13年） |                    | 9,277            | [ * 2 ]  |
| 2002年（平成14年） |                    | 10,638           | [ * 3 ]  |
| 2003年（平成15年） | 22,712             | 11,115           | [ * 4 ]  |
| 2004年（平成16年） | 23,639             | 11,638           | [ * 5 ]  |
| 2005年（平成17年） | 24,769             | 12,230           | [ * 6 ]  |
| 2006年（平成18年） | 25,582             | 12,603           | [ * 7 ]  |
| 2007年（平成19年） | 26,742             | 13,298           | [ * 8 ]  |
| 2008年（平成20年） | 27,503             | 13,785           | [ * 9 ]  |
| 2009年（平成21年） | 28,347             | 14,246           | [ * 10 ] |
| 2010年（平成22年） | 28,757             | 14,433           | [ * 11 ] |
| 2011年（平成23年） | 28,392             | 14,243           | [ * 12 ] |
| 2012年（平成24年） | 29,700             | 14,902           | [ * 13 ] |
| 2013年（平成25年） | 30,471             | 15,269           | [ * 14 ] |
| 2014年（平成26年） | 30,445             | 15,170           | [ * 15 ] |
| 2015年（平成27年） | 30,667             | 15,247           | [ * 16 ] |
| 2016年（平成28年） | 31,144             | 15,481           | [ * 17 ] |
| 2017年（平成29年） | 31,796             | 15,798           |          |

## 車站周邊
周邊閑靜。步行至早稻田大學戶山校區（文學部）約15分鐘。
- 東京女子醫科大學
  - 東京女子醫科大學醫院
- 國立國際醫療中心（日语：国立国際医療センター）戶山醫院
- 總務省統計局
- 小笠原伯爵邸
- 月桂寺（日语：月桂寺）
- 都立戶山公園
  - 箱根山（日语：箱根山 (新宿区)）
- 國立健康營養研究所（日语：国立健康・栄養研究所）
- 国立感染症研究所
- 拔辯天（日语：厳嶋神社 (新宿区)）
- 新宿區立戶山圖書館
- 警視廳第八機動隊
- 大久保通
- 早稻田大學內藤多仲博士紀念館
- 余丁町小學校
- 新宿區立兒童綜合中心
- 東京韓國學校（日语：東京韓国学校）
- Tully's Coffee新宿若松河田店
- 河田町Comfort Garden（日语：河田町コンフォガーデン）高級出租高層公寓
- 新宿區役所（日语：新宿区役所）若松町特別出張所
- LIFE（日语：ライフコーポレーション）若松河田站前店
- 羅森若松河田站前店
- 全國障礙者綜合福祉中心戶山SUNRISE

### 巴士路線
最接近本站的巴士站是「河田町」停留所，以下是該站的巴士路線：
- 若松口西側、大久保通方向
  - 高71系統：往九段下
  - 宿75系統：往三宅坂（日语：三宅坂）、東京女子醫大前
- 若松口東側、大久保通方向
  - 宿74系統：往新宿站西口
  - 早81系統：往早大正門
- 若松口西側、拔辯天通方向
  - 宿75系統：往新宿站西口
  - 高71系統：往高田馬場站
- 若松口東側、拔辯天通方向
  - 早81系統：往澀谷站東口
  - 宿74系統：往東京女子醫大

## 相鄰車站
都營地下鐵
 大江戶線
東新宿（E 02）－若松河田（E 03）－牛込柳町（E 04）

### 來源
東京都統計年鑑
1. ↑  .   [2017-06-03]. （原始内容存档于2016-03-04）.
2. ↑  .   [2017-06-03]. （原始内容存档于2016-03-04）.
3. ↑  .   [2017-06-03]. （原始内容存档于2017-07-29）.
4. ↑  .   [2017-06-03]. （原始内容存档于2017-07-29）.
5. ↑  .   [2017-06-03]. （原始内容存档于2017-07-29）.
6. ↑  .   [2017-06-03]. （原始内容存档于2017-07-29）.
7. ↑  .   [2017-06-03]. （原始内容存档于2017-07-29）.
8. ↑  .   [2017-06-03]. （原始内容存档于2017-07-29）.
9. ↑  .   [2017-06-03]. （原始内容存档于2017-07-29）.
10. ↑  .   [2017-06-03]. （原始内容存档于2016-03-26）.
11. ↑  .   [2017-06-03]. （原始内容存档于2016-03-27）.
12. ↑  .   [2017-06-03]. （原始内容存档于2016-03-25）.
13. ↑  .   [2017-06-03]. （原始内容存档于2016-03-27）.
14. ↑  .   [2017-06-03]. （原始内容存档于2016-03-22）.
15. ↑  .   [2017-06-03]. （原始内容存档于2017-07-30）.
16. ↑  .   [2017-06-03]. （原始内容存档于2018-11-09）.
17. ↑  .   [2019-02-25]. （原始内容存档于2019-05-02）.

## 外部連結
- 若松河田 - 東京都交通局